# Coppa del Mondo di skeleton 2022
La Coppa del Mondo di skeleton 2022, ufficialmente denominata BMW IBSF Skeleton World Cup 2021/22, è stata la trentaseiesima edizione del massimo circuito mondiale dello skeleton, competizione organizzata annualmente dalla Federazione Internazionale di Bob e Skeleton; è iniziata il 19 novembre 2021 a Innsbruck, in Austria, e si è conclusa il 14 gennaio 2022 a Sankt Moritz, in Svizzera, svolgendosi come di consueto in parallelo alla Coppa del Mondo di bob.
Sono state disputate sedici gare, otto per le donne e altrettante per gli uomini, distribuite in otto tappe tenutesi in cinque differenti località, tutte europee.
Al termine della stagione si terranno i Giochi olimpici invernali di Pechino 2022; le gare dello skeleton si svolgeranno dal 10 al 12 febbraio 2022 a Yanqing in Cina e non saranno valide ai fini della coppa del mondo. La tappa di Sankt Moritz ha assegnato inoltre i titoli europei 2022.
Vincitori delle coppe di cristallo generali, trofei conferiti ai primi classificati nel circuito, sono stati l'olandese Kimberley Bos nel singolo femminile, al suo primo successo nel massimo circuito mondiale e regalando al proprio paese il primo trionfo nella storia dello skeleton, la quale ha preceduto in classifica l'austriaca Janine Flock, vincitrice del trofeo nel 2020/21, e la russa Elena Nikitina; ad aggiudicarsi la coppa nel singolo maschile è stato invece il lettone Martins Dukurs, l'undicesima della sua carriera dopo quelle conquistate consecutivamente dal 2009/10 al 2016/17, nel 2019/20 e nel 2020/21, precedendo i tedeschi Axel Jungk e Christopher Grotheer.

## Calendario
| Tappa       | Località     | Data                | Donne     | Uomini    |           |
| ----------- | ------------ | ------------------- | --------- | --------- | --------- |
| 1           | Innsbruck    | 19 novembre 2021    | ●         | ●         |           |
| 2           | Innsbruck    | 26 novembre 2021    | ●         | ●         |           |
| 3           | Altenberg    | 3 dicembre 2021     | ●         | ●         |           |
| 4           | Winterberg   | 10 dicembre 2021    | ●         | ●         |           |
| 5           | Altenberg    | 17 dicembre 2021    | ●         | ●         |           |
| 6           | Sigulda      | 31 dicembre 2021    | ●         | ●         |           |
| 7           | Winterberg   | 7 gennaio 2022      | ●         | ●         |           |
| 8           | Sankt Moritz | 14 gennaio 2021     | ●         | ●         |           |
| -           | Yanqing      | 10–12 febbraio 2022 | Olimpiadi | Olimpiadi | Olimpiadi |
| Totale gare | Totale gare  | Totale gare         | 8         | 8         |           |

|  | Tappa valida anche per il campionato europeo |

## Risultati

### Singolo femminile
| Data             | Località     | Prime classificate         | Seconde classificate        | Terze classificate         |
| ---------------- | ------------ | -------------------------- | --------------------------- | -------------------------- |
| 19 novembre 2021 | Innsbruck    | Elena Nikitina Russia      | Kimberley Bos Paesi Bassi   | Kim Meylemans Belgio       |
| 26 novembre 2021 | Innsbruck    | Elena Nikitina Russia      | Kimberley Bos Paesi Bassi   | Valentina Margaglio Italia |
| 3 dicembre 2021  | Altenberg    | Tina Hermann Germania      | Alina Tararyčenkova Russia  | Janine Flock Austria       |
| 10 dicembre 2021 | Winterberg   | Kimberley Bos Paesi Bassi  | Tina Hermann Germania       | Mirela Rahneva Canada      |
| 17 dicembre 2021 | Altenberg    | Tina Hermann Germania      | Valentina Margaglio Italia  | Julija Kanakina Russia     |
| 31 dicembre 2021 | Sigulda      | Janine Flock Austria       | Julija Kanakina Russia      | Kimberley Bos Paesi Bassi  |
| 7 gennaio 2022   | Winterberg   | Kimberley Bos Paesi Bassi  | Jacqueline Lölling Germania | Elena Nikitina Russia      |
| 14 gennaio 2022  | Sankt Moritz | Jaclyn Narracott Australia | Kimberley Bos Paesi Bassi   | Mirela Rahneva Canada      |

### Singolo maschile
| Data             | Località     | Primi classificati                                                             | Secondi classificati          | Terzi classificati            |
| ---------------- | ------------ | ------------------------------------------------------------------------------ | ----------------------------- | ----------------------------- |
| 19 novembre 2021 | Innsbruck    | Aleksandr Tret'jakov Russia                                                    | Martins Dukurs Lettonia       | Christopher Grotheer Germania |
| 26 novembre 2021 | Innsbruck    | Christopher Grotheer Germania e Matt Weston Gran Bretagna e Geng Wenqiang Cina | non assegnato                 | non assegnato                 |
| 3 dicembre 2021  | Altenberg    | Axel Jungk Germania                                                            | Christopher Grotheer Germania | Martins Dukurs Lettonia       |
| 10 dicembre 2021 | Winterberg   | Aleksandr Tret'jakov Russia                                                    | Axel Jungk Germania           | Christopher Grotheer Germania |
| 17 dicembre 2021 | Altenberg    | Martins Dukurs Lettonia                                                        | Axel Jungk Germania           | Christopher Grotheer Germania |
| 31 dicembre 2021 | Sigulda      | Tomass Dukurs Lettonia                                                         | Martins Dukurs Lettonia       | Jung Seung-gi Corea del Sud   |
| 7 gennaio 2022   | Winterberg   | Martins Dukurs Lettonia                                                        | Axel Jungk Germania           | Aleksandr Tret'jakov Russia   |
| 14 gennaio 2022  | Sankt Moritz | Martins Dukurs Lettonia                                                        | Alexander Gassner Germania    | Christopher Grotheer Germania |

## Classifiche

### Sistema di punteggio[5]
| Piazzamento | 1   | 2   | 3   | 4   | 5   | 6   | 7   | 8   | 9   | 10  | 11  | 12  | 13  | 14  | 15  | 16 | 17 | 18 | 19 | 20 | 21 | 22 | 23 | 24 | 25 | 26 | 27 | 28 | 29 | 30 |
| Punti       | 225 | 210 | 200 | 192 | 184 | 176 | 168 | 160 | 152 | 144 | 136 | 128 | 120 | 112 | 104 | 96 | 88 | 80 | 74 | 68 | 62 | 56 | 50 | 45 | 40 | 36 | 32 | 28 | 24 | 20 |

### Singolo femminile
| Pos. | Atleta              | Nazione     | INN-1 | INN-2 | ALT-1 | WIN-1 | ALT-2 | SIG | WIN-2 | STM | Punti |
| ---- | ------------------- | ----------- | ----- | ----- | ----- | ----- | ----- | --- | ----- | --- | ----- |
| 1    | Kimberley Bos       | Paesi Bassi | 2     | 2     | 6     | 1     | 10    | 3   | 1     | 2   | 1600  |
| 2    | Janine Flock        | Austria     | 6     | 7     | 3     | 7     | 4     | 1   | 8     | 4   | 1481  |
| 3    | Elena Nikitina      | Russia      | 1     | 1     | 11    | 6     | 6     | 5   | 3     | 11  | 1458  |
| 4    | Tina Hermann        | Germania    | 8     | 12    | 1     | 2     | 1     | 6   | 7     | 10  | 1436  |
| 5    | Julija Kanakina     | Russia      | 12    | 5     | 7     | 14    | 3     | 2   | 4     | 16  | 1290  |
| 6    | Valentina Margaglio | Italia      | 5     | 3     | DNF   | 8     | 2     | 8   | 6     | 5   | 1274  |
| 7    | Alina Tararyčenkova | Russia      | 4     | 4     | 2     | 18    | 11    | 7   | 15    | 13  | 1202  |
| 8    | Mirela Rahneva      | Canada      | 14    | 11    | 18    | 3     | 11    | 13  | 5     | 3   | 1168  |
| 9    | Hannah Neise        | Germania    | 18    | 10    | 4     | 9     | 7     | 16  | 14    | 8   | 1104  |
| 10   | Jacqueline Lölling  | Germania    | 11    | 21    | 9     | 4     | 13    | 17  | 2     | 12  | 1088  |

### Singolo maschile
| Pos. | Atleta               | Nazione       | INN-1 | INN-2 | ALT-1 | WIN-1 | ALT-2 | SIG | WIN-2 | STM | Punti |
| ---- | -------------------- | ------------- | ----- | ----- | ----- | ----- | ----- | --- | ----- | --- | ----- |
| 1    | Martins Dukurs       | Lettonia      | 2     | 11    | 3     | 4     | 1     | 2   | 1     | 1   | 1623  |
| 2    | Axel Jungk           | Germania      | 4     | 5     | 1     | 2     | 2     | 12  | 2     | 4   | 1551  |
| 3    | Christopher Grotheer | Germania      | 3     | 1     | 2     | 3     | 3     | 8   | 9     | 3   | 1547  |
| 4    | Nikita Tregubov      | Russia        | 10    | 6     | 5     | 6     | 6     | 7   | 7     | 4   | 1384  |
| 5    | Vladislav Semenov    | Russia        | 5     | 7     | 4     | 13    | 9     | 8   | 6     | 6   | 1320  |
| 6    | Alexander Gassner    | Germania      | 8     | 21    | 6     | 5     | 10    | 5   | 4     | 2   | 1312  |
| 7    | Aleksandr Tret'jakov | Russia        | 1     | 9     | 9     | 1     | 4     | -   | 3     | 8   | 1306  |
| 8    | Tomass Dukurs        | Lettonia      | 16    | 18    | 7     | 7     | 8     | 1   | 5     | 7   | 1249  |
| 9    | Jung Seung-gi        | Corea del Sud | 7     | 4     | 22    | 11    | 16    | 3   | 11    | 13  | 1104  |
| 10   | Matt Weston          | Gran Bretagna | 13    | 1     | 12    | 11    | 7     | 10  | -     | 9   | 1073  |